# Mölmsch (Dialekt)

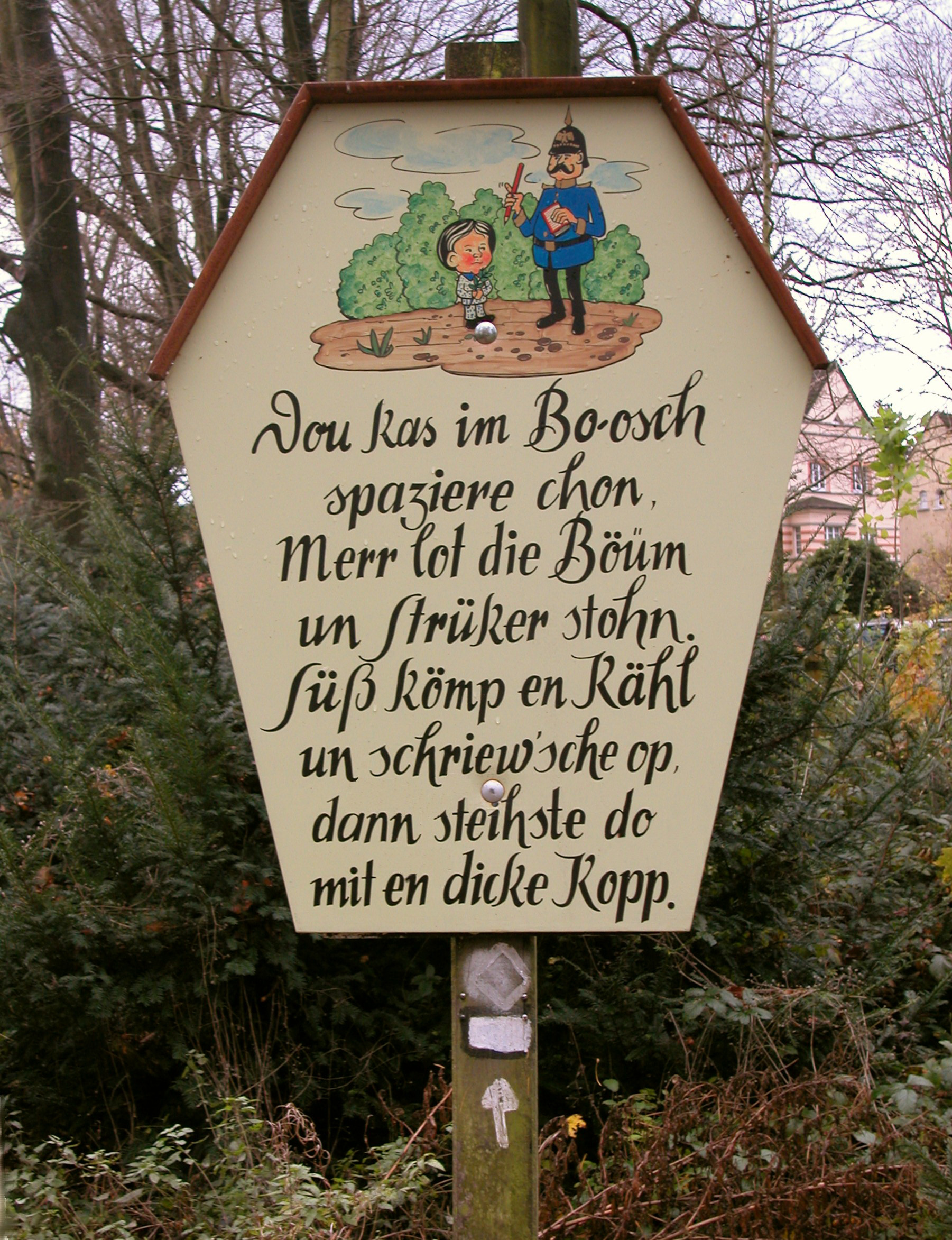
Verbotsschild am Eingang zum Witthausbusch

Mölmsch Platt ist der niederfränkische Dialekt der Stadt Mülheim an der Ruhr und zählt zum Bergischen. 

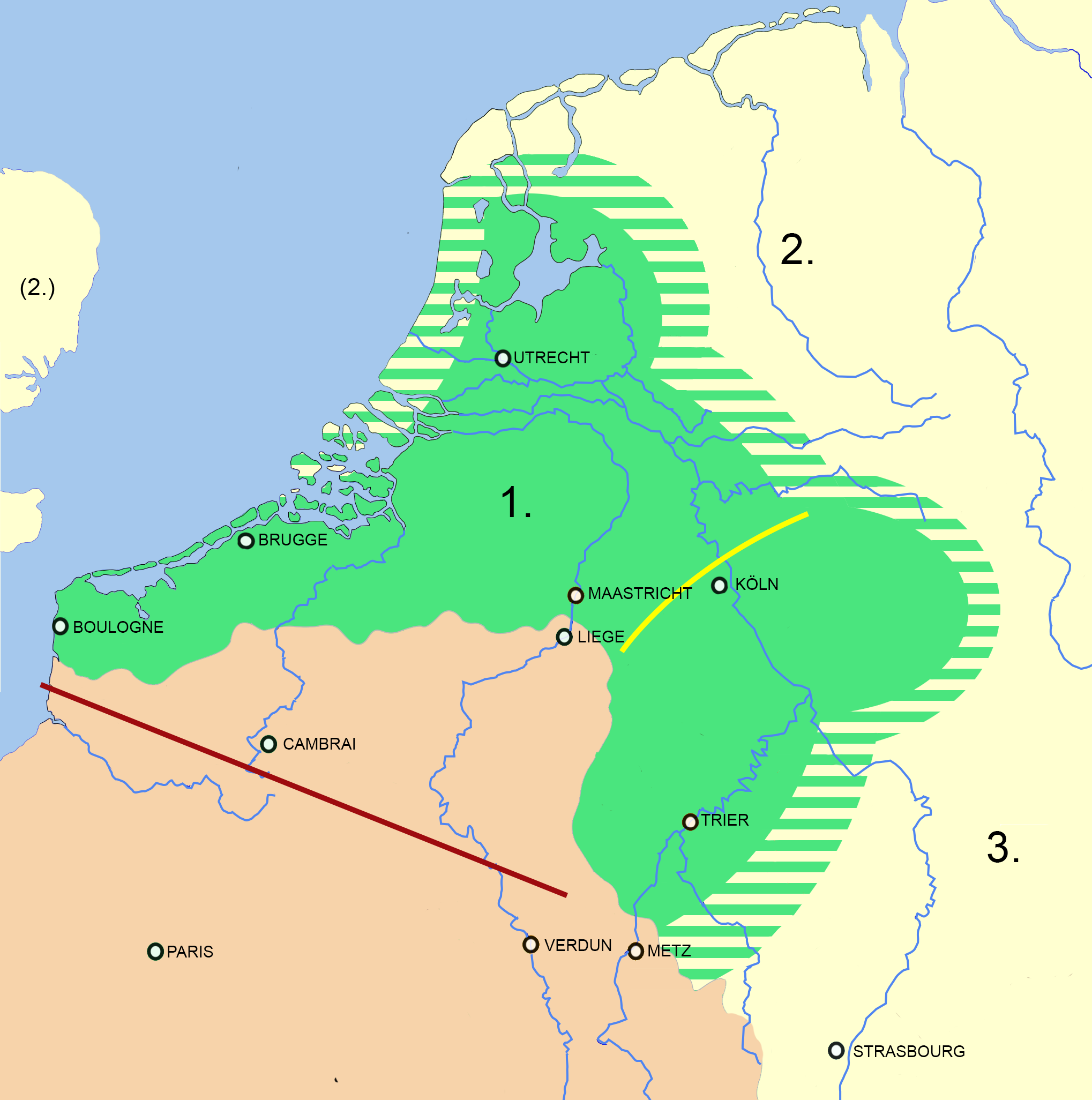
Näherung des altfränkischen Sprachraums der Spätantike, ohne kleinere Sprachinseln in Gallia Belgica.
Legende:
Altfränkische Varietäten (1.)
Nordsee- (2.) und Elbgermanische (3.) Varietäten
Romanische Varietäten
Somme-Aisne-Linie, nördlich davon dominieren germanische Ortsnamen.
Grenze der späteren, aus den elbgermanischen Gebieten verbreiteten, althochdeutschen Lautverschiebung im 7. Jahrhundert

## Gemeinsamkeiten

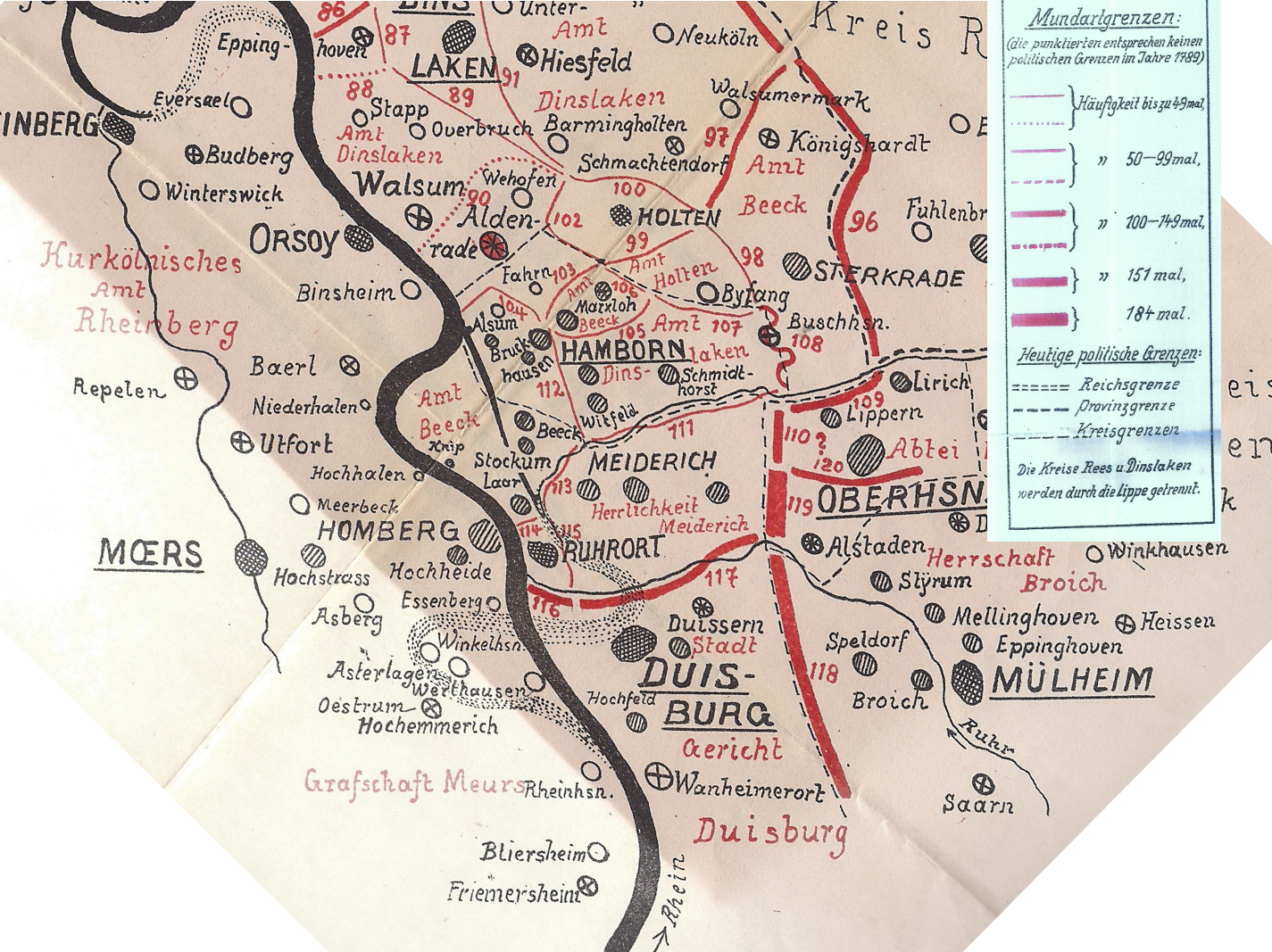
Niederrheinische Mundarten im Rhein-Ruhr-Mündungsgebiet am Anfang des 20. Jahrhunderts

Mölmsch Platt hat also Gemeinsamkeiten mit den linksrheinischen Dialekten die z. B. als Hölsch Plott im Krefelder Ortsteil Hüls, als Kempsch Platt in Kempen, als Gelders Platt in Geldern, als Straelener Platt, als Kleefs Platt in Kleve und als Grafschafter Platt im Raume Moers gesprochen wurden. Innerhalb des Mülheimer Stadtgebietes gibt es Varianten des Mölmsch, je nachdem in welchem Ortsteil der Sprecher wohnt (z. B. „Ssaansch Platt“ in Saarn).

## Bergisch
Innerhalb des Niederfränkischen wird eine Gruppe als Bergisch bezeichnet, die in Mülheim an der Ruhr mit Mölmsch beginnt und auch einige im Essener Süden beheimateten ursprünglichen Dialekte umfasst: Kettwiger und Werdener Platt. 
Eine neue Mundartanthologie niederfränkischer Varietäten an der unteren Ruhr („RuSaKeWe“) zeigt deren hohe Ähnlichkeit in den unmittelbar an der Ruhr gelegenen Ortschaften von Ruhrort (Ruhrsch) und Meiderich (Meierksch) über Saarn (Ssaansch), Kettwig (Kettwägsch) und Werden (Waddisch).

## Grenze zum Westfälischen
Mülheim grenzt, sprachhistorisch gesehen, an Westfalen. So zählen der Stadtdialekt von Essen sowie Oberhausen-Osterfeld  bereits zum westfälischen Sprachraum östlich der sogenannten Einheitsplurallinie der nordöstlichsten Linie des Rheinischen Fächers.

## Sprachverwendung

### Mölmsch-Wörterbuch
Es gibt ein Online-Wörterbuch, herausgegeben von der Stadt Mülheim an der Ruhr. Grundlage ist das Wörterbuch Mölmsch Platt – Hochdeutsch vom Mölmschen Kringk e. V. von 1965. Es umfasst ca. 3000 Wörter. Seit 2010 ist davon auch eine kürzere Printversion erhältlich.
2017 entdeckte der Platt-Autor Franz Firla im Nachlass des Heimatdichters Chird Hardering (1892–1967) das Manuskript für ein komplettes Wörterbuch Hochdeutsch-Mölmsch – Mölmsch-Hochdeutsch mit 350 Seiten. Es bietet neben dem Wortschatz auch grammatisch eine große Hilfe, da z. B. alle Formen eines Verbes angegeben sind. Eine Kopie des Wörterbuchmanuskriptes kann im Stadtarchiv eingesehen werden.

#### Sprachbeispiele
Das bekannteste Lied in Mölmsch ist das Mülheimer Martinslied „Ssinter Määtes Vöögelsche“.
Ssinter Määtes Vöögelsche gehört zu den Heischeliedern (Bettellieder) und ist eine Variante eines Mittelniederländischen Lieds (Sinte Maertens veugelken) das erst im 14. Jahrhundert in der Nähe von Antwerpen dokumentiert wurde, wo es immer noch eine Tradition gibt, wobei am Martinstag Brötchen in Form eines Vogels gebacken werden. Danach hat es sich westlich über Limburg und Brabant und die Niederrhein verbreitet. Nach Norden geht seine Verbreitung über Niedersachsen bis nach Schleswig-Holstein. Weiter östlich erscheint (erschien) es inselartig sogar in der Altmark. Das (ehemalige) Verbreitungsgebiet umfasst heute vier Staaten: Frankreich, Belgien, Niederlande und Deutschland.
Weitere typische Begriffe sind:
angeben – strunze, Bach – Beek, empfindlich – quiselig, Fahrrad – Flitzepee, geben – cheewe, gehen – chohne, Hammer – Haamer, Hunger – Schmaach, Mülheim – Mölm, Kartoffel – Ärpel.

### Gedicht
Ein bekanntes Gedicht – des Mundartautors Chird Hardering – zur Mülheimer Mundart sei hier wiedergegeben:
Mölmsch Platt, dat üss mi' Moodersprook – Mölmsch Platt dunn ick chään kalle.
Un wä'en äächte Mölmschen üss – däm ssall et wahl gefalle.
Büss dou va' Mölm, dann merk'sche dat – büss dou va' Mölm, dann kall ouk Platt,
büss dou va' Mölm, loot'sche nëë stüare – dat dou va' Mölem büss, ssall jeder hüare.

## Mundartgesellschaften
Drei Institutionen beschäftigen sich heute mehr oder weniger intensiv mit der Mülheimer Mundart. Am längsten die „Bürgergesellschaft Mausefalle“, aus der ein Platt-Kurs der Volkshochschule hervorging. Der Saarner Stammtisch „Aul Ssaan“ pflegt ein „ssaansch“ geprägtes Mölmsch Platt. Er hat die Traditionsfiguren „Jan un Hinnerk“ wieder zum Leben erweckt und zieht mit deren alten und neuen Dialogen, sog. Dönekes, quer durch Mülheim.
Ferner sorgt er für die Präsenz des örtlichen Dialekts in der Presse und gibt einen Plattkalender heraus.